# Vertragsbediensteter
Als Vertragsbedienstete bezeichnet man im österreichischen öffentlichen Dienst Personen, die in einem privatrechtlichen Dienstverhältnis zum Dienstgeber stehen. Dagegen stehen Beamte in einem öffentlich-rechtlichen Dienstverhältnis.

## Rechtsgrundlagen
Auf Personen, die in einem privatrechtlichen Dienstverhältnis zum Bund stehen, ist das Vertragsbedienstetengesetz (VBG) anwendbar. Es gilt entsprechend für Personen, die in einem Dienstverhältnis zu Fonds, Stiftungen oder Anstalten stehen, die von Organen des Bundes oder von Personen (Personengemeinschaften) verwaltet werden, die hiezu von Organen des Bundes bestellt sind. Es gilt beispielsweise nicht für Personen, die bei der Wiener Hofmusikkapelle beschäftigt sind oder zur Stiftung Theresianische Akademie und zum Österreichischen Integrationsfonds in einem Dienstverhältnis stehen. Durch Verordnung der Bundesregierung können weitere Gruppen von Vertragsbediensteten des Bundes von der Anwendung dieses Bundesgesetzes ausgenommen und von der Anwendung ausgenommene Gruppen der Anwendung dieses Bundesgesetzes unterstellt werden (§ 1 VBG).
Das VBG ist auch für Vertragsbedienstete der Bundesländer, Gemeinden und Städte mit eigenem Statut von Bedeutung, da diese aufgrund von dem VBG ähnlichen Landesgesetzen tätig werden.

## Rechtliche Stellung
In Österreich gibt es für die Ausübung hoheitsrechtlicher Befugnisse keinen dem deutschen Verfassungsrecht vergleichbaren Funktionsvorbehalt zugunsten des Berufsbeamtentums (Art. 33 Abs. 4 GG). Vertragsbedienstete können daher selbst mit der Leitung einer Sektion oder einer Botschaft betraut sein (§ 9 BMG). Nur im Exekutivdienst, dem Militärischen Dienst oder bei den Richtern und Staatsanwälten gibt es keine Alternative zum öffentlich-rechtlichen Dienstverhältnis.
Eine gänzliche Abschaffung des Berufsbeamtentums hätte verfassungspolitisch jedoch hohe Hürden zu nehmen. Nach dem Grundsatz der Gewaltenteilung bedarf die sachliche Unabhängigkeit zahlreicher Bediensteter aus jeweils speziellen verfassungsrechtlichen Gründen eines besonderen Schutzes. Das Vertragsbedienstetenverhältnis als österreichisches Spezifikum stellt eine Mischform zwischen Beamten- und Angestelltenverhältnis dar.
Strafrechtlich gehören die Vertragsbediensteten zu den Amtsträgern im Sinne des § 74 Abs. 1 Z 4a lit. b StGB und unterliegen damit den Vorschriften des Zweiundzwanzigsten Abschnitts des Strafgesetzbuchs (strafbare Verletzungen der Amtspflicht, Korruption und verwandte strafbare Handlungen, §§ 302 ff. StGB).
In Österreich gibt es etwa 55.000 öffentlich-rechtlich Vertragsbedienstete (2013: 54.820 vertragliches Personal), das ist ein Anteil von etwas über 40 % der öffentlich Bediensteten (2013: 42,2 % von 129.873 in Vollbeschäftigtenäquivalenten VBÄ). Durch den Pragmatisierungsstopp von 1997 ist der Anteil sukzessive zunehmend.
Siehe auch: Öffentlicher Dienst: Österreich – Zahlen und Fakten zum Arbeitsmarkt

### Begründung und Inhalt des Dienstverhältnisses
Als Vertragsbedienstete dürfen nur Personen aufgenommen werden, welche die österreichische Staatsbürgerschaft besitzen (§ 3 Abs. 1 Z 1a, b VBG). Das haben sie mit Beamten gemeinsam (§ 4 Abs. 1 Z 1a BDG 1979). Dem Vertragsbediensteten ist unverzüglich nach dem Beginn des Dienstverhältnisses eine schriftliche Ausfertigung des Dienstvertrages auszufolgen (§ 4 Abs. 1 VBG). Die allgemeinen Dienstpflichten entsprechen denen der Beamten. § 5 Abs. 1 VBG verweist insoweit in das Beamten-Dienstrechtsgesetz 1979 (BDG 1979). Dazu gehört die Pflicht, seine dienstlichen Aufgaben treu, gewissenhaft, engagiert und unparteiisch zu besorgen sowie in seinem gesamten Verhalten darauf Bedacht zu nehmen, dass das Vertrauen der Allgemeinheit in die sachliche Wahrnehmung seiner dienstlichen Aufgaben erhalten bleibt (§ 43 BDG 1979). Auch Vertragsbedienstete unterliegen dem Mobbingverbot (§ 43a BDG 1979), sind zur Verschwiegenheit verpflichtet (§ 6 BDG 1979) und gehalten, durch entsprechende Meldepflichten an der Aufdeckung von Amtsdelikten mitzuwirken (§§ 53, 53a BDG 1979). Dazu zählen ferner die Residenzpflicht, das Verbot von Nebenbeschäftigungen, eine Aus- und Fortbildungspflicht und das Verbot der Geschenkannahme (§§ 55–59 BDG 1979).
Der Vertragsbedienstete hat beim Dienstantritt durch Handschlag zu geloben, die Gesetze der Republik Österreich zu befolgen und alle mit seinem Dienst verbundenen Pflichten treu und gewissenhaft zu erfüllen (§ 5 Abs. 3 VBG). Beamte haben dagegen nach Beginn des öffentlich-rechtlichen Dienstverhältnisses vor einem von der Dienstbehörde hiezu beauftragten Beamten folgende Angelobung zu leisten: „Ich gelobe, daß ich die Gesetze der Republik Österreich befolgen und alle mit meinem Amte verbundenen Pflichten treu und gewissenhaft erfüllen werde“ (§ 7 BDG 1979).
Anders als im Beamtenrecht können im Dienstvertrag ausnahmsweise Regelungen getroffen werden, die vom VBG abweichen (§ 36 Abs. 1 Z 1 VBG). Solche Dienstverträge sind als Sonderverträge zu bezeichnen und bedürfen der Genehmigung des Bundesministeriums für öffentlichen Dienst und Sport (§ 36 Abs. 1 Z 2 VBG). Beispielsweise werden Polizeischüler als Vertragsbedienstete mit Sondervertrag (VB/S) eingestellt, welche nach Beendigung ihrer Ausbildung in den Beamtenstatus als Exekutivbedienstete der Polizei übernommen werden.

### Entgelt
Die Vertragsfreiheit, die für Dienstverträge in der Privatwirtschaft Österreichs gilt, ist weitgehend eingeschränkt. Das Monatsentgelt wird nicht frei vereinbart, sondern ist im VBG – angelehnt an die Besoldung der Beamten im Gehaltsgesetz 1956 – nach bestimmten Entlohungsschemata gesetzlich geregelt (§§ 8a, 71 ff. VBG). Der Dienstvertrag muss entsprechende Angaben enthalten, für welche Beschäftigungsart die oder der Vertragsbedienstete aufgenommen wird und welchem Entlohnungsschema, welcher Entlohnungsgruppe und, wenn die Entlohnungsgruppe in Bewertungsgruppen gegliedert ist, welcher Bewertungsgruppe sie oder er demgemäß zugeordnet wird (§ 4 Abs. 2 Z 7 VBG).

### Beendigung
Ein Vertragsbediensteter ist nach Ablauf einer bestimmten Zeitdauer nur mehr unter Anführung eines Kündigungsgrundes, wie z. B. Dienstpflichtverletzung oder körperliche bzw. geistige Nichteignung zum Dienst kündbar (beschränktes Kündigungsrecht des Dienstgebers).
Während das öffentlich-rechtliche Dienstverhältnis auf Lebenszeit besteht und erst mit dem Ableben der Beamtin oder des Beamten (bzw. mit Austritt oder Entlassung) endet, beruht das vertragliche Dienstverhältnis der Vertragsbediensteten, wie auch privatwirtschaftliche Beschäftigungsverhältnisse, auf einem Dienstvertrag und endet mit der Pensionierung (bzw. mit Kündigung oder Entlassung).

## Soziale Sicherung
Vertragsbedienstete, welche nach dem 1. Jänner 1999 in ein Dienstverhältnis zum Bund getreten sind, sind bei der Versicherungsanstalt öffentlich Bediensteter, Eisenbahnen und Bergbau (BVAEB) kranken- und unfallversichert und in der Pensionsversicherungsanstalt (PVA) pensionsversichert. Alle Vertragsbediensteten unterliegen auch der Arbeitslosenversicherung.

## Rechtsweg
Für Streitigkeiten aus dem privatrechtlichen Dienstverhältnis sind die Arbeitsgerichte zuständig (§§ 50 Abs. 1 Z 1, 51 Abs. 1 ASGG).